# Parempoolsed
Parempoolsed (wörtlich "die Rechten" oder "die Rechten") ist eine konservative politische Partei in Estland. Die Partei hat keine Abgeordneten im Parlament.

## Geschichte
Die Partei wurde im August 2022 gegründet, hauptsächlich durch eine Abspaltung ehemaliger Mitglieder der Isamaa-Partei.
Ihr erstes und einziges Mitglied im Riigikogu wurde Siim Valmar Kiisler, der im September 2022 der Partei beitrat.
Bei der Parlamentswahl in Estland 2023 erreichte die Partei 2,3 % (14037 Stimmen) und scheiterte an der Fünf-Prozent-Hürde.

## Ideologie
Die Parempoolsed ist eine Partei der rechten Mitte. Die Parteiführung hat wiederholt erklärt, dass sie die weitere Mitgliedschaft Estlands in der Europäischen Union und ihrem Binnenmarkt unterstützt. Sie behauptet auch, dass sie gegen „Bürokratie“, „Populismus“ und den nach ihrer Ansicht bestehenden „Linksruck“ in der estnischen Politik ist. Sie fordert mehr Privatisierung und Wettbewerb im Gesundheitswesen sowie Ausgabendisziplin und Steuersenkungen im Allgemeinen. Sie unterstützt die Einwanderung und erklärt, dass „konservative Politik nicht daraus besteht, Einwanderung zu verweigern“, während sie „auf der Grundlage der Interessen von Estlands Wirtschaft und Sicherheit“ gesteuert werden sollte. Sie beabsichtigt auch, „das staatliche Sammeln von Daten über das Privatleben der Menschen“" zu begrenzen.

## Wahlergebnisse
| Jahr | Stimmen | Anteil | Mandate | Platz |
| ---- | ------- | ------ | ------- | ----- |
| 2023 | 14.037  | 2,3 %  | 0/101   | 8.    |

| Jahr | Stimmen | Anteil | Mandate | Platz |
| ---- | ------- | ------ | ------- | ----- |
| 2024 | 25.186  | 6,8 %  | 0/7     | 6.    |